# Pont Félix-Gabriel-Marchand (Saint-Jean-sur-Richelieu)
Pour le pont couvert sur la rivière Coulonge à Mansfield-et-Pontefract, voir Pont Félix-Gabriel-Marchand (Mansfield-et-Pontefract).
Le pont Félix-Gabriel-Marchand est un pont routier situé à Saint-Jean-sur-Richelieu qui enjambe la rivière Richelieu et le canal de Chambly. Il dessert la région administrative de la Montérégie.

## Description
Le pont est emprunté par l'autoroute 35. Il comporte quatre voies de circulation, soit deux par direction, lesquelles sont séparées par un muret central. 
On estime qu'environ 36 000 véhicules empruntent le pont chaque jour, soit une moyenne annuelle de 13,1 millions de véhicules.

## Toponymie
Le pont est nommé en l'honneur de Félix-Gabriel Marchand (1832-1900), journaliste, notaire et homme politique québécois qui fut Premier ministre du Québec et 1897 à 1900. Il était originaire de Saint-Jean-sur-Richelieu.